# Emsbüren
Emsbüren là một đô thị thuộc huyện Emsland, bang Niedersachsen, Đức. Đô thị này có diện tích 139,31 km². Đô thị này nằm bên sông Ems, cự ly khoảng 15 km về phía nam của Lingen, và 15 km về phía tây bắc của Rheine.